# Sông Bến Hải
Sông Bến Hải là một con sông chảy ở huyện Vĩnh Linh và Gio Linh tỉnh Quảng Trị thuộc miền Trung, Việt Nam.

## Dòng chảy
Sông Bến Hải bắt nguồn từ núi Động Chân thuộc dãy Trường Sơn và chảy dọc theo vĩ tuyến 17° Bắc từ tây sang đông rồi đổ ra biển ở Cửa Tùng. Tại vùng hạ nguồn thì sông Bến Hải nối với sông Thạch Hãn qua sông Cánh Hòm. Bến Hải là một địa danh ở thượng lưu sông, nên tên sông Bến Hải lấy từ địa danh này. Sông Bến Hải chảy cách biển khoảng 20 km thì một phụ lưu nhập vào là sông Sa Lung bên tả ngạn. Hai con sông hợp lưu chảy tiếp ra Biển Đông, qua một làng ở bờ bắc có tên là Minh Lương nên được gọi là sông Minh Lương.
Sông có tổng chiều dài chừng 100 km, nơi rộng nhất khoảng 200 m, là ranh giới giữa hai huyện Vĩnh Linh và Gio Linh thuộc tỉnh Quảng Trị.
Về tên sông, có thuyết nói là địa danh nguyên gọi là "Bến Hói". "Hói" là tiếng địa phương nghĩa là dòng sông nhỏ. Vì vậy "Bến Hải" là đọc trại từ "Bến Hói".

## Lịch sử
Triều Minh Mạng nhà Nguyễn, do phải kiêng húy của vua nên cả tên làng và tên sông "Minh Lương" đều đổi thành Hiền Lương. Sau đó khi có cây cầu bắc ngang sông không mấy xa ngã ba sông Sa Lung và sông Bến Hải cũng mang tên cầu Hiền Lương.
Sông Bến Hải được biết đến nhiều nhất vì vị trí chia cắt hai miền từ ngày 21 tháng 7 năm 1954 đến ngày 2 tháng 7 năm 1976, miền Nam do Việt Nam Cộng hòa kiểm soát và miền Bắc do Việt Nam Dân chủ Cộng hòa kiểm soát trong cuộc Chiến tranh Việt Nam. Về mặt địa lý thì sông nằm nhích xuống phía nam vĩ tuyến 17. Hiệp định Genève quy định đây là giới tuyến phi quân sự tạm thời vào năm 1954.
Ngày 4 tháng 10 năm 1957 báo chí Việt Nam Cộng hòa loan tin có ba người vượt giới tuyến từ miền Bắc bơi qua sông Bến Hải vào Nam.
Nhà văn Vũ Anh Khanh trước ở Sài Gòn nhưng sau theo Việt Nam Dân chủ Cộng hòa tập kết ra Bắc nhưng lại đổi ý muốn tìm lại vào Nam. Ông vượt sông Bến Hải và bị bắn chết giữa dòng.

## Thư viện ảnh

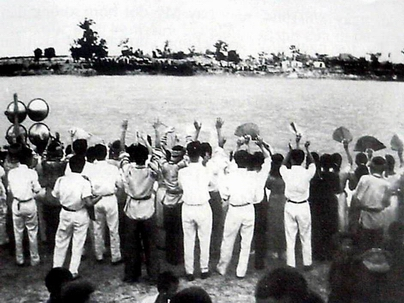
Văn công ở bờ Bắc biểu diễn văn nghệ cho bờ Nam
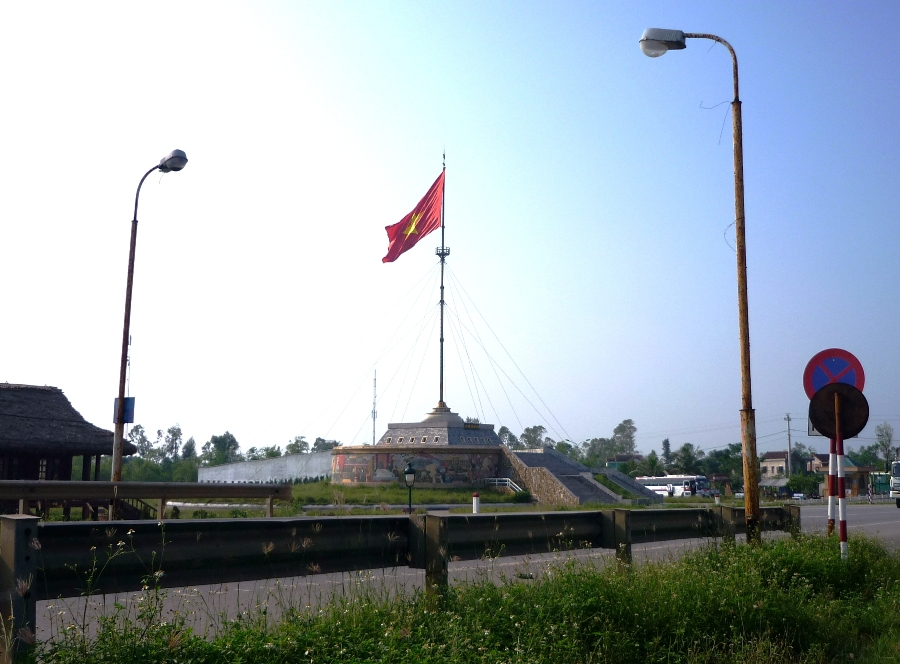
Kỳ đài Bến Hải (Cột cờ giới tuyến)
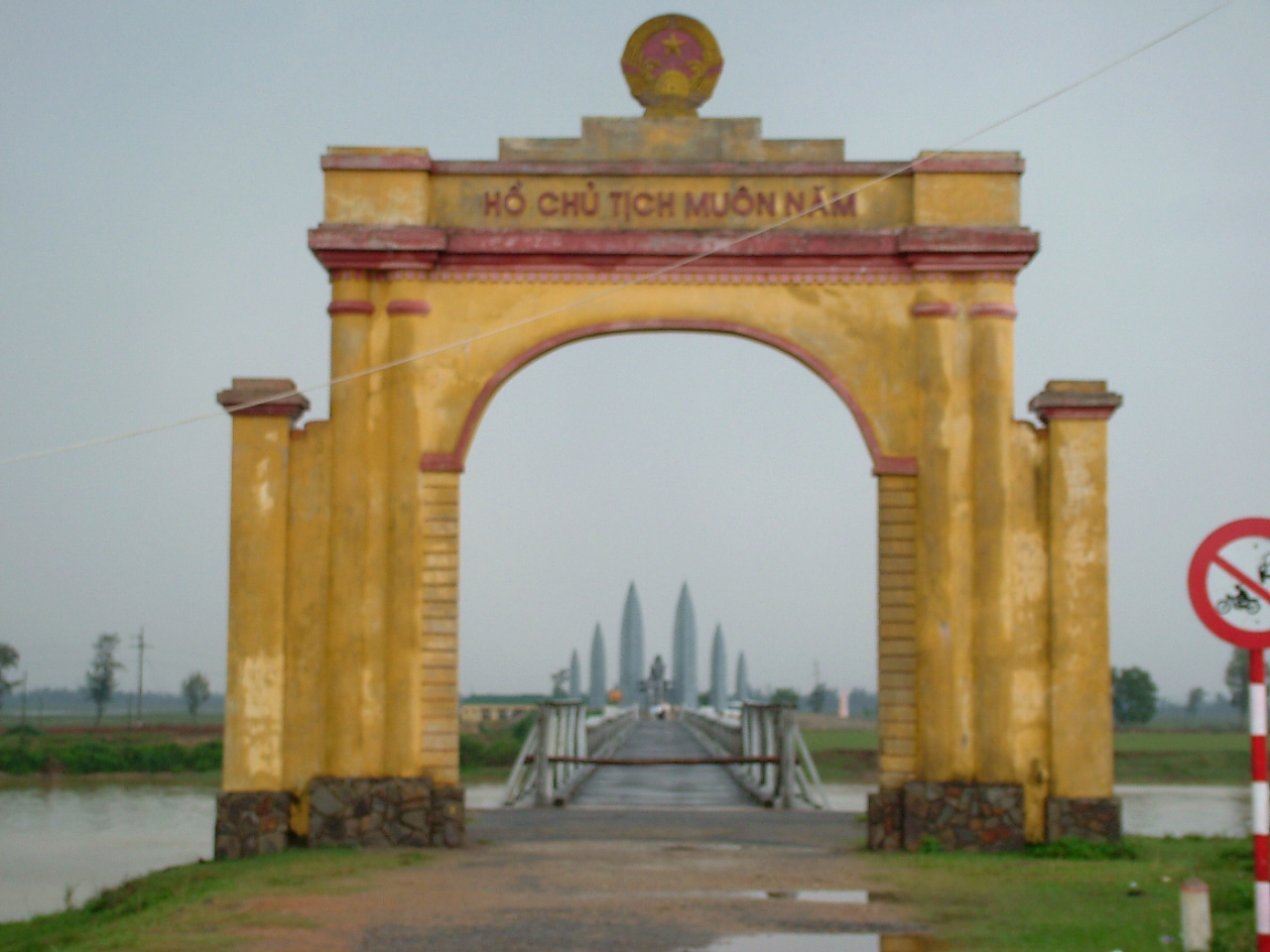
Di tích Đôi bờ Hiền Lương
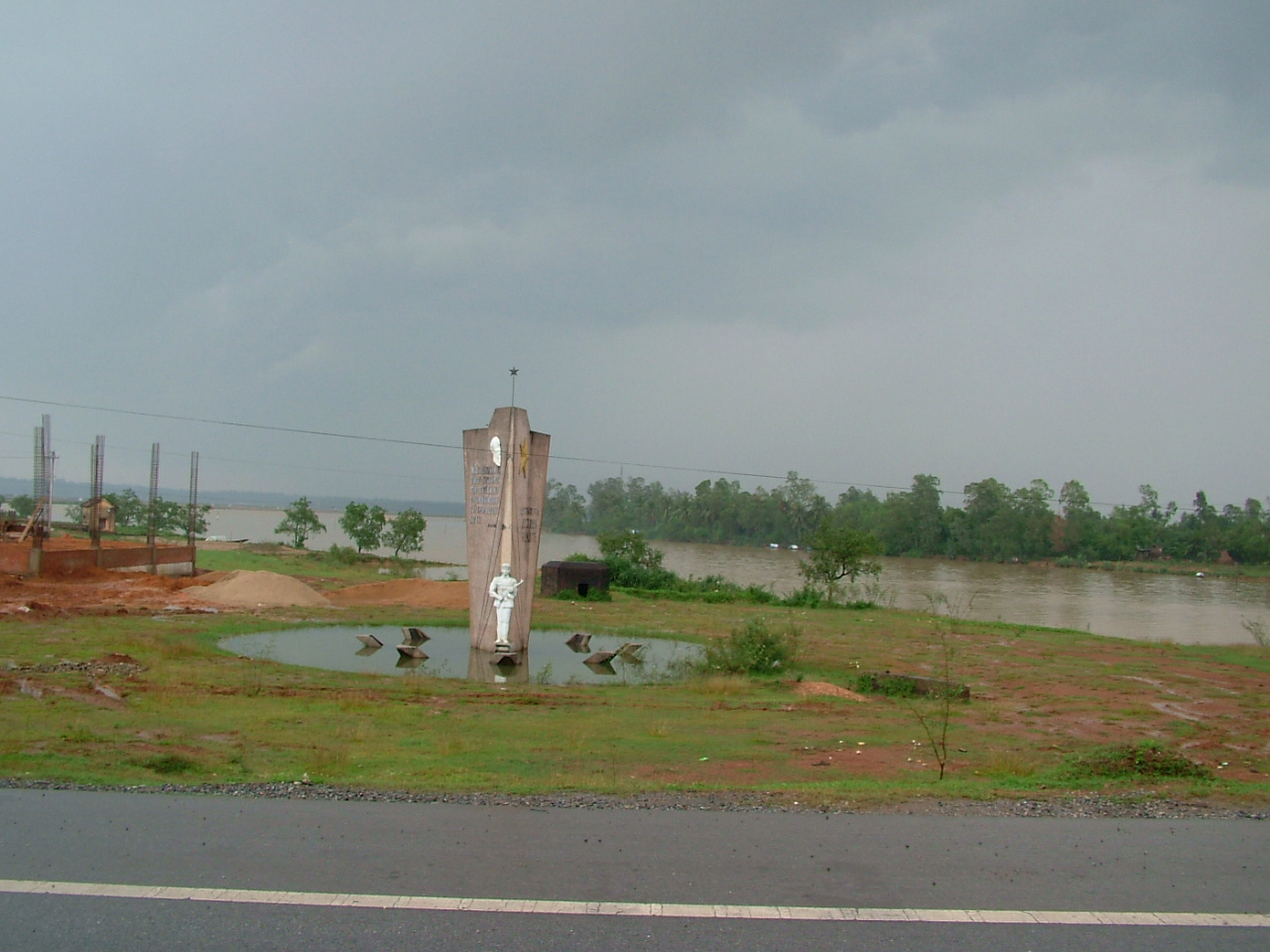
Tượng đài bờ Bắc